# オーグレイズ郡 (オハイオ州)
オーグレイズ郡（英: Auglaize County、[ˈɔːɡleɪz]）は、アメリカ合衆国オハイオ州の西部に位置する郡である。2010年国勢調査での人口は45,949人であり、2000年の46,611人から1.4%減少した。郡庁所在地はワーパーコネタ市（英: Wapakoneta、[ˌwɑːpɑːkəˈnɛtə] WAH-pah-kə-NET-tə、人口8,867人）であり、同郡で人口最大の都市でもある。
オーグレイズ郡はワーパーコネタ小都市圏に属している。

## 郡名の由来
郡名はオーグレイズ川から採られた。「オーグレイズ」という言葉の語源について、ある説ではフランス語の粘土（glaise）と水（eau）からの造語としており、ある説ではインディアンの言葉で「倒木」を意味するとしている。
"Lakehistory.info" が上げる説では、フランス語の鏡あるいは氷を意味する「ラ・グレイス」（la glace）を語源としている。
証明されていない「粘土の水」（eau glaise）や「粘土の土壌」（terre glaise）には異論があり、ラムゼイとスチュワートはどちらも、Auglaize （およびその派生語、"*aux glaises"を示唆する）は「粘土の所」を意味する 'at the lick(s)' のアメリカ式フランス語であり、野生動物が塩や土壌に含まれる鉱物をなめにくる場所を意味し、標準フランス語の "salt lick" の欠落部を埋めたものということで合意している。"glaize" という綴りは古語である。さらにアーカンソー州では、グレイジポーというクリークと山があり、これはフランス語のglaise à Paul すなわち「ポールの岩塩」を意味している。インディアン語（アルゴンキン語）の「倒木」あるいは「伸びすぎた低木」という説は証明された語源がないものであり、ショーニー族の場合は音声学的に合わない。

## 地理
アメリカ合衆国国勢調査局に拠れば、郡域全面積は401.90平方マイル (1,040.9 km2)であり、このうち陸地401.39平方マイル (1,039.6 km2)、水域は0.52平方マイル (1.3 km2)で水域率は0.13%である。
郡内をオーグレイズ川とマイアミ・アンド・エリー運河が横切っている。セントメアリーズ川、グレートマイアミ川およびサイオト川の水源、並びにグレート湖セントメアリーズとロラミー湖が郡内にある。

### 隣接する郡
- アレン郡 - 北
- ハーディン郡 - 東
- ローガン郡 - 南東
- シェルビー郡 - 南
- ダーク郡 - 南西
- マーサー郡 - 西
- バンワート郡 - 北西

## 人口動態
以下は2000年の国勢調査による人口統計データである。
| 基礎データ - 人口: 46,611人 - 世帯数: 17,376 世帯 - 家族数: 12,771 家族 - 人口密度: 45人/km2（116人/mi2） - 住居数: 18,470軒 - 住居密度: 18軒/km2（46軒/mi2） 人種別人口構成 - 白人: 98.12% - アフリカン・アメリカン: 0.24% - ネイティブ・アメリカン: 0.18% - アジア人: 0.41% - 太平洋諸島系: 0.03% - その他の人種: 0.20% - 混血: 0.83% - ヒスパニック・ラテン系: 0.67% 先祖による構成 - ドイツ系：59.5% - アメリカ人：10.9% - アイルランド系：6.9% - イギリス系：6.3% 言語による構成 - 英語：97.9% - スペイン語：1.2% | 年齢別人口構成 - 18歳未満: 27.6% - 18-24歳: 7.8% - 25-44歳: 28.2% - 45-64歳: 22.0% - 65歳以上: 14.4% - 年齢の中央値: 36歳 - 性比（女性100人あたり男性の人口） - 総人口: 96.5 - 18歳以上: 93.1 世帯と家族（対世帯数） - 18歳未満の子供がいる: 35.3% - 結婚・同居している夫婦: 62.1% - 未婚・離婚・死別女性が世帯主: 7.8% - 非家族世帯: 26.5% - 単身世帯: 23.3% - 65歳以上の老人1人暮らし: 10.5% - 平均構成人数 - 世帯: 2.62人 - 家族: 3.11人 収入と家計 - 収入の中央値 - 世帯: 43,367米ドル - 家族: 50,024米ドル - 性別 - 男性: 37,024米ドル - 女性: 23,809米ドル - 人口1人あたり収入: 19,593米ドル - 貧困線以下 - 対人口: 6.2% - 対家族数: 4.9% - 18歳未満: 7.2% - 65歳以上: 6.4% |

## 郡政府
オーグレイズ郡は郡政委員会が統治している。

### 郡庁舎

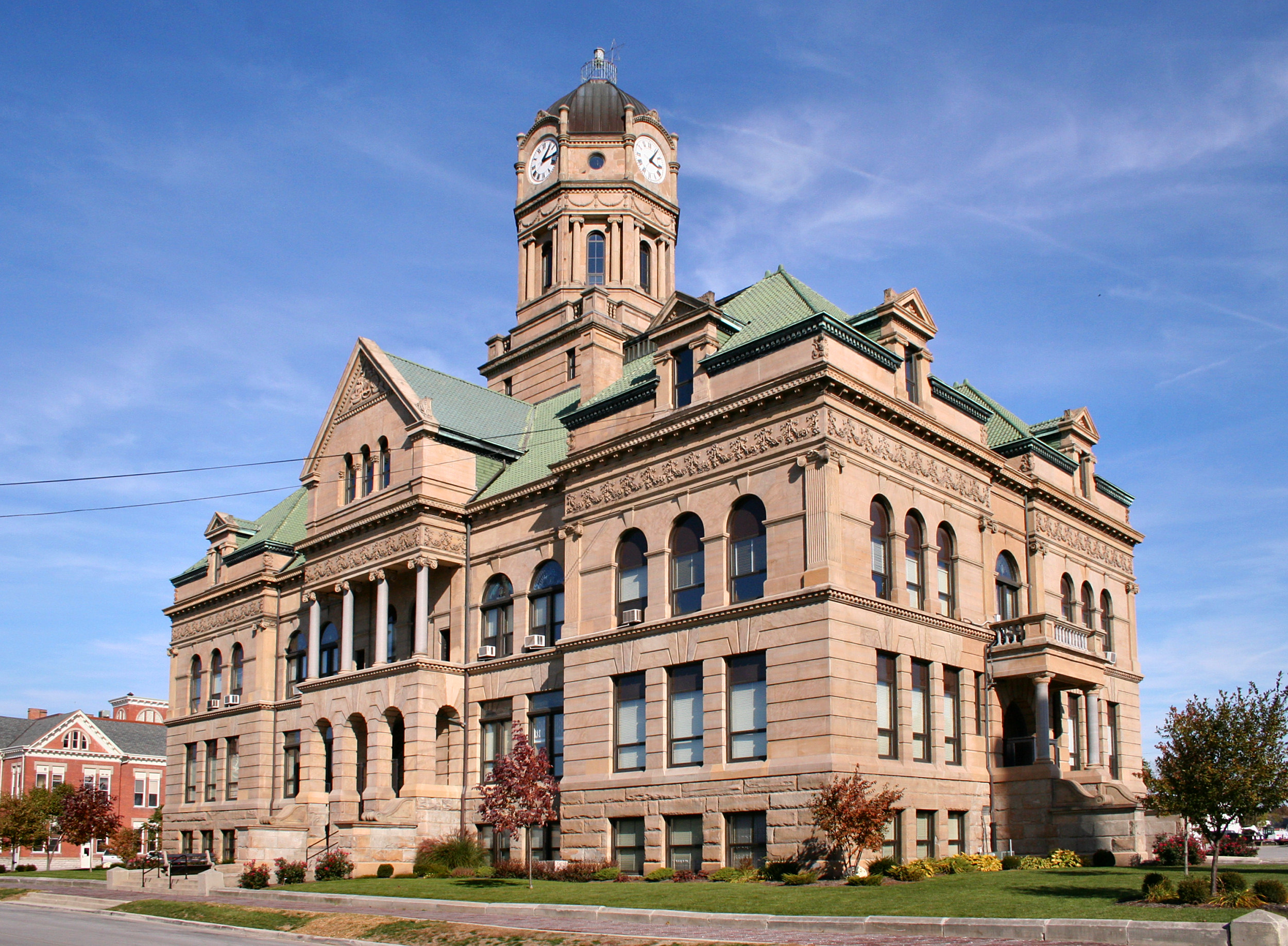
ワーパーコネタ市にあるオーグレイズ郡庁舎

オーグレイズ郡の初代庁舎は1851年に11,499米ドルを掛けて建設され、1894年まで使われた。この1894年に現在の郡庁舎が公開された。この庁舎はシティブロックを専有し、発電所に隣接している。当時としては高価な259,481米ドルを投入し、85名の作業員が18か月を掛けて建設し、1893年7月2日に着工した。床面にタイルを貼り、外壁はベレア砂岩を使っており、耐火性能の強いものになっている。暖房と発電用のボイラーが当時火事の原因になっていたので、別の発電棟に蒸気駆動の発電機や暖房・温水用蒸気配管と共に納められ、地下配管を通じて庁舎に送られた。この庁舎は1994年に100周年を迎え、現在もその役割を続けている。セントメアリーズには新しく西庁舎が建設された。

### 判事
郡内では選出された3人の判事が4つの裁判所を宰領している。

### 裁判所
- オハイオ一般訴訟裁判所は、全ての重罪刑事事件、および民事事件で請求額が15,000米ドルを超えるものあるいは、差し止め救済、さらには州機関からの控訴など郡の訴訟の大半を扱っている[12]。
- 遺言検認裁判所は資産、養子縁組、法的後見人、改名、精神疾患を扱い、小さな傷害事件の解決を承認し、不法死亡事件を承認し、結婚許可証を発行する。さらに1908年以前の人口動態統計を保管している[13]。
- 家庭裁判所は離婚、結婚の解消、家庭内保護命令、離婚判決後の動議、親権と責任の修正、養育費と面会手配の修正、侮辱罪などを監督する[14]。
- 少年裁判所は、非行少年や手に負えない子供、少年の交通違反、扶養家族、育児放棄と児童虐待、父権と子供の監禁などに関わる訴訟を扱う[15]。
- 市民裁判所はワーパーコネタ、セントメアリーズ両市にある[16]。軽罪刑事事件、交通違反、請求額15,000米ドル未満の民事事件および市民憲章違反事件を扱う。

### 関係機関
- 裁判所事務官は選挙で選ばれ、職員に対する指示、記録の保管、郡裁判所に関する諸事の管理、さらに自動車登録証の登録を行う[17]。また裁判所命令を実行するために令状を発行する。これには招集、召還、逮捕の令状が含まれ、刑務所への移送や、死刑囚の執行命令への署名もある。事務官は保釈保証書を承認し、陪審や大陪審を招集し、公証人任命書を確認し、宣誓を管理し、さらに判決と州税担保物権の保管も行う[18]。
- 郡の法律図書館は判事や弁護士に対して法律書参照サービスを提供する[19]。
- 郡検察官とその職員は重罪犯を告発すると共に、オハイオ改訂法典に違背するあらゆる軽罪、刑事事件、交通違反も扱う。検察官は、少年裁判所の少年を巻き込んだ支払不履行、手に負えない少年の交通違反、虐待、育児放棄、扶養義務違反の公判にも参加する。検察官は選挙で選ばれる郡役人と部門に対する法的助言者として機能している[20]。
- 郡の公選弁護人は郡裁判所の体系の中で刑事告発を受けた貧窮者の公判で論述を行う責任がある[21]。

## 経済
オーグレイズ郡の経済は製造業に基づいている。従業員400人以上の雇用者としては、クラウン・イクイップメント社、合同郡区記念病院、ミンスター・マシーン社、セテックス社、メアリーズ・コーポレーション（日立金属の事業部）、ベイアンス・テクノロジーズ（グッドイヤー社）、ダノン社がある。

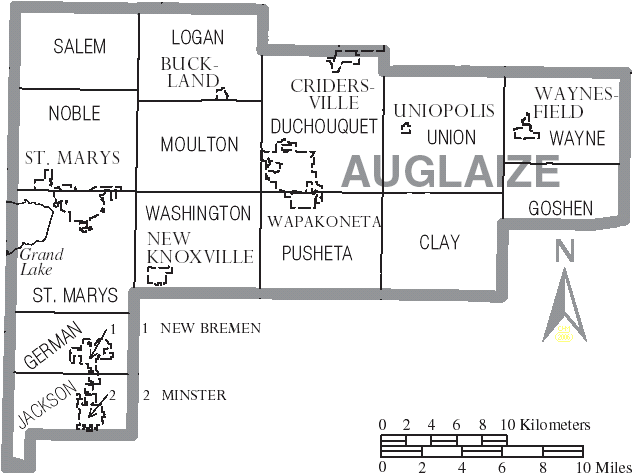
オーグレイズ郡図

## 郡区
オーグレイズ郡は下記14の郡区に分割されている。
| - クレイ - デュショケット - ジャーマン - ゴーシェン - ジャクソン | - ローガン - ムールトン - ノーブル - プシェタ - セントメアリーズ | - セイラム - ユニオン - ワシントン - ウェイン |

### 都市
- セントメアリーズ
- ワーパーコネタ - 郡庁所在地

### 村
| - バックランド - クライダーズビル - ミンスター - ニューブレーメン | - ニューノックスビル - ユニオポリス - ウェインズフィールド |

### 国勢調査指定地域
| - ニューハンプシャー - セントジョーンズ |

### 未編入の町

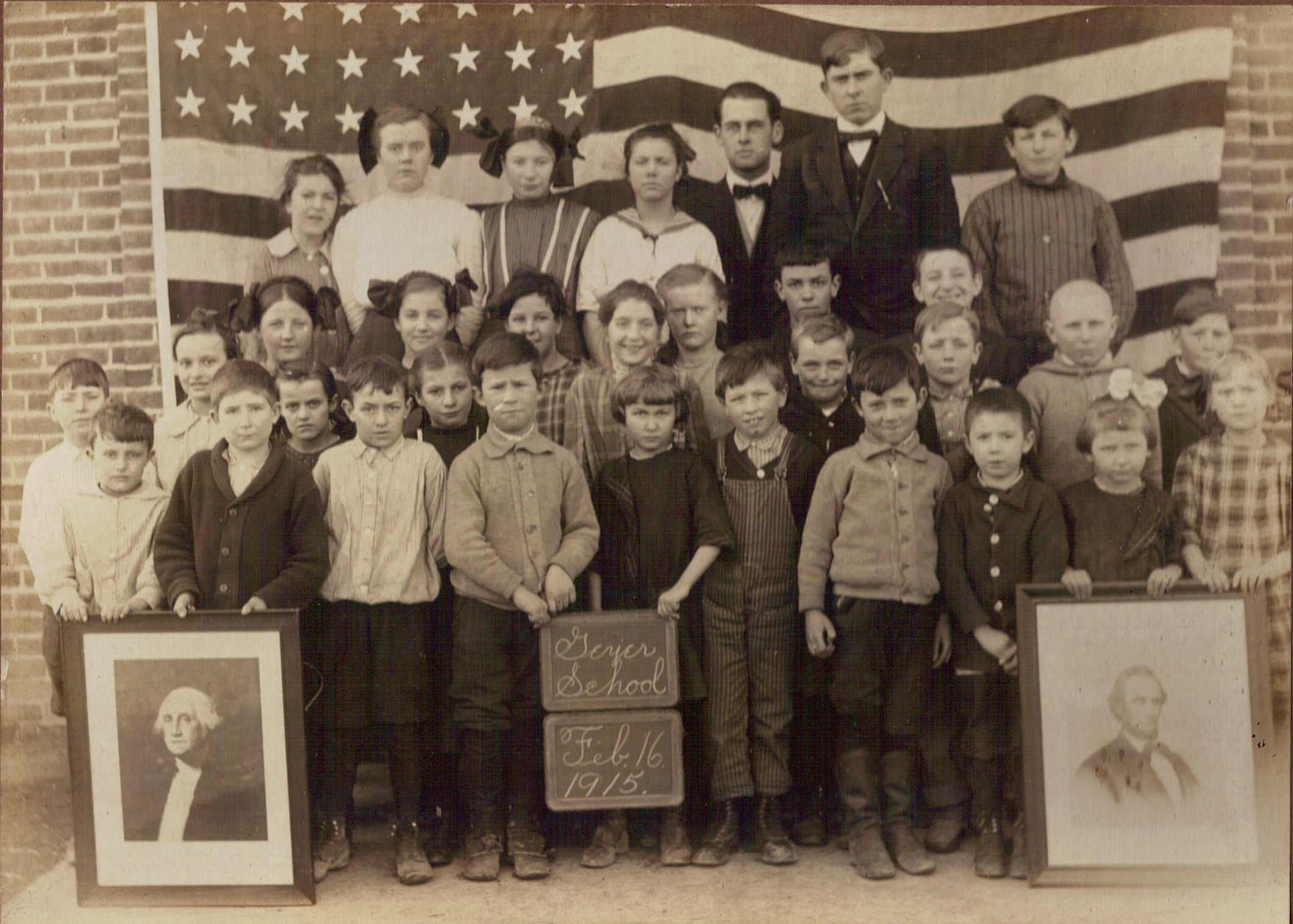
ガイヤー学校の1915年のクラス写真

| - イージプト - フライバーグ - ガイアー - グリンウッド - ガットマン - ホールデン - コシュート | - ロックツー - ムールトン - サンタフェ - スレイター - ビラノバ |